# Antony Carlisle

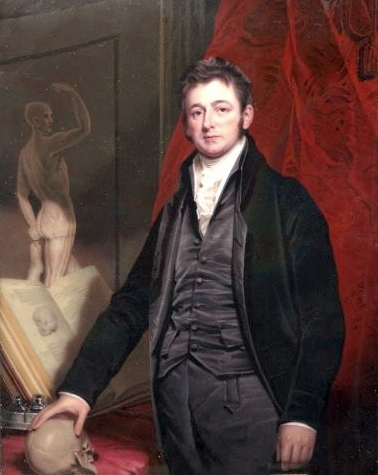
Anthony Carlisle

Sir Anthony Carlisle FRS (15 de fevereiro de 1768 em Stillington, County Durham, Inglaterra - 2 de novembro de 1840 em Londres) foi um cirurgião inglês.

## Vida
Ele nasceu em Stillington, County Durham, o terceiro filho de Thomas Carlisle e sua primeira esposa, e o meio-irmão de Nicholas Carlisle. Ele foi aprendiz de médicos em York e Durham, incluindo seu tio Anthony Hubback e William Green. Mais tarde, ele estudou em Londres com John Hunter. Em 1793 foi nomeado Cirurgião do Hospital de Westminster em 1793, permanecendo lá por 47 anos. Ele também estudou arte na Royal Academy.
Em 1800, ele e William Nicholson descobriram a eletrólise passando uma corrente voltaica através da água, decompondo-a em seus elementos constituintes de hidrogênio e oxigênio.
Ele foi eleito membro da Royal Society em 1804. Foi Professor de Anatomia da Sociedade de 1808 a 1824.
Em 1815, foi nomeado para o Conselho do Colégio de Cirurgiões e por muitos anos foi curador do Hunterian Museum. Ele serviu como presidente da sociedade, então o Royal College of Surgeons, em 1828 e 1839. Ele proferiu duas vezes sua oração Hunteriana, causando consternação em sua segunda oração em 1826, usando a ocasião para falar sobre ostras, ganhando o prêmio epíteto de Sir Anthony Oyster. Ele também proferiu sua Palestra Crooniana em 1804, 1805 e 1807.
Ele foi Cirurgião Extraordinário (1820-1830) do rei George IV, por quem foi nomeado cavaleiro em 24 de julho de 1821.
É possível que ele tenha sido o autor de The Horrors of Oakendale Abbey, um romance gótico publicado anonimamente em 1797 e atribuído a uma "Sra. Carver". O nome "Carver" pode ser uma referência à profissão de Carlisle. O nome Carlisle é até mencionado no próprio livro.

## Família
Ele havia se casado com Martha Symmons, filha de John Symmons, em Alcester, Warwickshire, em 23 de agosto de 1800. Em sua morte em 1840, ele foi enterrado no Kensal Green Cemetery.